# Lluís Maria Güell i Guix
Lluís Maria Güell i Guix és un director de televisió i cinema català.
Ha dirigit sèries com Arnau, Andorra, entre el torb i la Gestapo, Ventdelplà, Les veus del Pamano i Ermessenda (sobre Ermessenda de Carcassona), i també ha fet de productor executiu de Mar de fons. L'any 2003 va debutar en el cinema amb la pel·lícula Nudos.
Va estar nominat als Premis Gaudí 2009 a la millor pel·lícula per a la televisió per Les veus del Pamano, basada en la novel·la de Jaume Cabré.
L'any 2010 va descriure la seva sèrie La granja (emesa el 1989) com «neorealisme català», «precursora de les sèries dramàtiques de TV3».

## Filmografia
| - 1972: Ficciones (sèrie) - 1974-1976: Novela (sèrie) - 1975: Original (sèrie) - 1975: ¿Le conoce usted? (sèrie) - 1976: Terra d'escudella (sèrie) - 1976-1977: Lletres catalanes (sèrie) - 1976-1977: Teatro Club (sèrie) - 1978: Especial Serrat - 1979: Especial Marina Rossell - 1979-1980: Novel·la (sèrie) - 1980: Les nits de la tieta Rosa (sèrie) - 1980-1981: Gran teatre (sèrie) - 1981: El senyor Josep enganya a la dona i la dona del senyor Josep falta l'home (telefilm) - 1981: Estudio 1 - 1982: Vídua, però no gaire (sèrie) - 1986: Cyrano de Bergerac (telefilm) - 1988: Per un sí o per un no (telefilm) - 1988: El dret d'escollir (telefilm) - 1989: La granja (sèrie) | - 1991: Locos por la tele (sèrie) - 1994: Arnau (minisèrie) - 1996: Oh! Espanya (sèrie) - 1996: T'odio, amor meu (telefilm) - 1997: Primera jugada (telefilm) - 1997: Cròniques de la veritat oculta (sèrie) - 1997: Tocao del ala (sèrie) - 1999: Pirata (telefilm) - 2000: Andorra, entre el torb i la Gestapo (minisèrie) - 2003: Nudos (pel·lícula) - 2004-2005: De moda (sèrie) - 2005-2007: Ventdelplà (sèrie) - 2005: Amar en tiempos revueltos (sèrie) - 2006: Los perdidos (telefilm) - 2008: La señora (sèrie) - 2007: Trenhotel (telefilm) - 2009: Les veus del Pamano (minisèrie) - 2010: Ermessenda (minisèrie) - 2012: Olor de colònia (minisèrie) - 2019: L'enigma Verdaguer (telefilm) |